# 古賀健太
古賀 健太（こが けんた、1997年9月17日 - ）は、日本の男子バレーボール選手である。

## 来歴
福岡県古賀市出身。兄の影響を受けて小学1年生の頃からバレーボールを始める。
2013年、東福岡高等学校に進学。2015年、2016年（2年、3年時）に全日本高等学校選手権大会（春高バレー）で優勝を果たした。
東亜大学を経て、2019年11月5日、大分三好ヴァイセアドラーの内定選手になったと発表された。
2020年、大学を卒業後、大分三好ヴァイセアドラーに入団した。入団1シーズン目となる2020-21シーズン、V1男子の試合に出場し、Vリーグデビューを果たした。
2022年、日本代表登録メンバーに選出された。
2023年、大分三好はV・チャレンジマッチのV1・V2入替戦でヴォレアス北海道に連敗し、V2降格となった。2022-23シーズン終了をもって大分三好を退団し、V1昇格となったヴォレアスに移籍した。

## 人物・エピソード
- 井口直紀とは東福岡高等学校、東亜大学、大分三好ヴァイセアドラーの同期であり、高校時代から10年間共にプレーを続けた[10]。

## 所属チーム
- 東福岡高等学校（2013-2016年）
- 東亜大学 （2016-2020年）
- 大分三好ヴァイセアドラー（2020-2023年）
- ヴォレアス北海道（2023年-）

## 球歴
- 日本代表 （2022年）